# Ранчо-В'єхо (округ Старр, Техас)
Ранчо-В'єхо (англ. Rancho Viejo) — переписна місцевість (CDP) в США, в окрузі Старр штату Техас. Населення — 233 особи (2020).

## Географія
Ранчо-В'єхо розташоване за координатами 26°24′51″ пн. ш. 98°54′57″ зх. д. / 26.41417° пн. ш. 98.91583° зх. д. (26.414259, -98.915884).  За даними Бюро перепису населення США в 2010 році переписна місцевість мала площу 0,09 км², уся площа — суходіл.

## Демографія
Згідно з переписом 2010 року, у переписній місцевості мешкало 228 осіб у 53 домогосподарствах у складі 49 родин. Густота населення становила 2401 особа/км².  Було 55 помешкань (579/км²).
Расовий склад населення:
| - 99,1 % — білих |

До двох чи більше рас належало 0,0 %. Частка іспаномовних становила 100,0 % від усіх жителів.
За віковим діапазоном населення розподілялося таким чином: 40,4 % — особи молодші 18 років, 55,7 % — особи у віці 18—64 років, 3,9 % — особи у віці 65 років та старші. Медіана віку мешканця становила 22,8 року. На 100 осіб жіночої статі у переписній місцевості припадало 103,6 чоловіків;  на 100 жінок у віці від 18 років та старших — 106,1 чоловіків також старших 18 років.
Цивільне працевлаштоване населення становило 92 особи. Основні галузі зайнятості: публічна адміністрація — 47,8 %, мистецтво, розваги та відпочинок — 23,9 %, освіта, охорона здоров'я та соціальна допомога — 21,7 %.